# Princeps namque

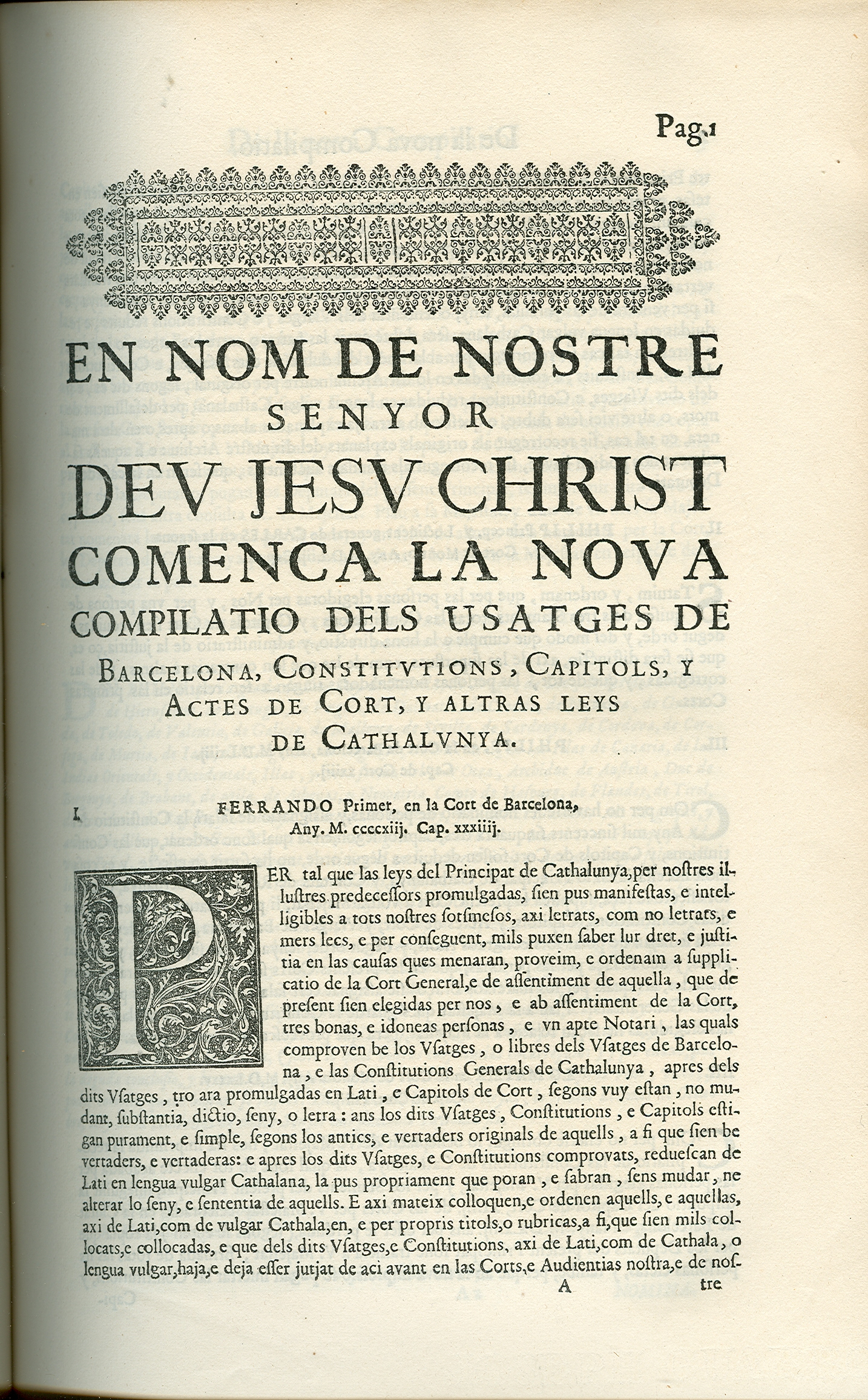
Compilació dels usatges de 1413.

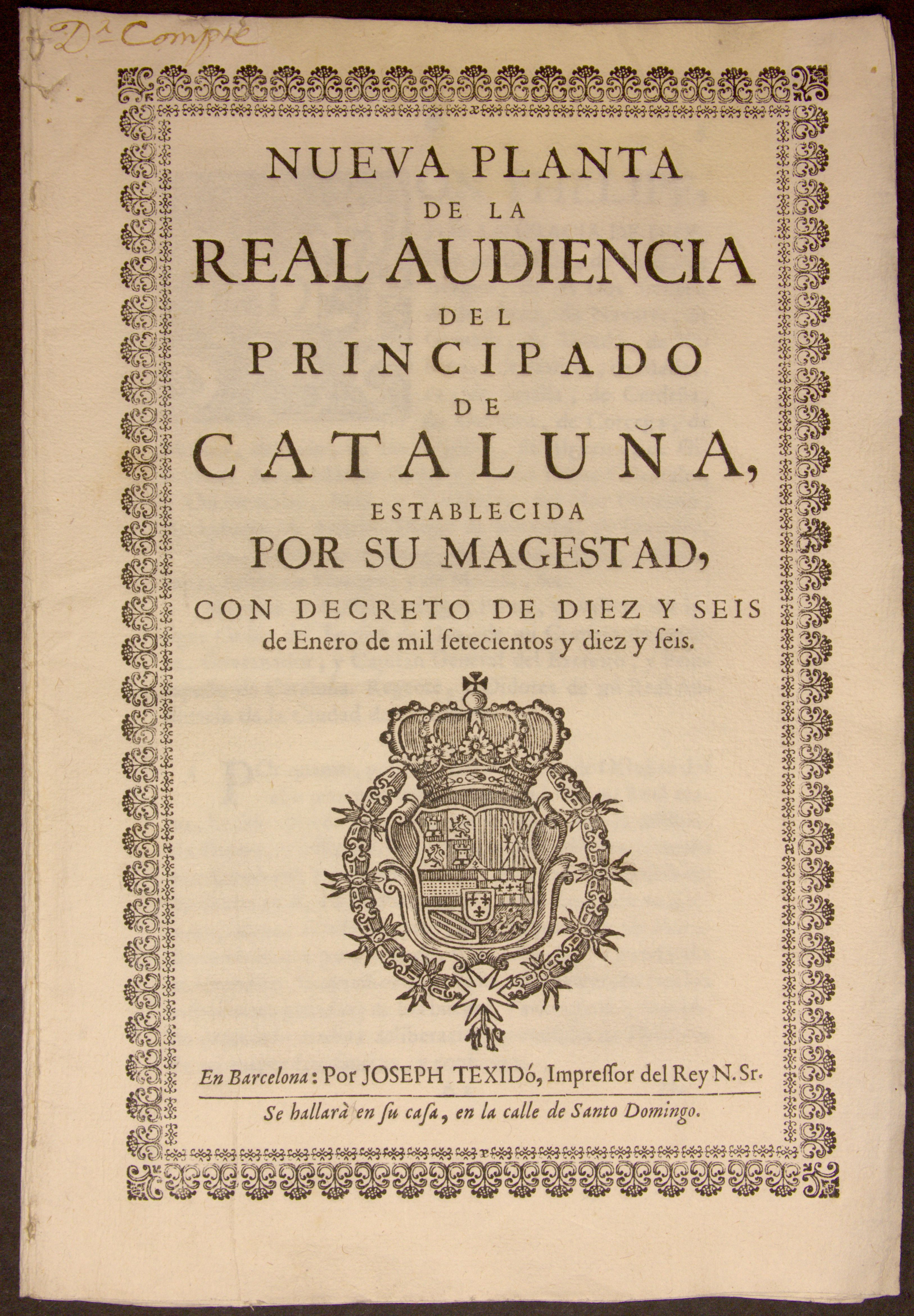
El Decret de Nova Planta va derogar la institució del princeps namque.

Princeps namque és un dels usatges de Barcelona que regulava la defensa del príncep i del Principat de Catalunya, i la convocatòria a les armes. Inclòs en els primers usatges del segle xi, va ser invocat explícitament fins al segle xvi. Derogat amb els decrets de Nova Planta, va perdurar com a filosofia de defensa nacional en la institució del sometent.
«Princeps namque» són les dues primeres paraules en llatí de l'usatge 68 (en alguna compilació és el 69): Princeps namque si quolibet casu obsessus fuerit, uel ipse ídem suos inimicos obsessos tenuerit, uel audierit quemlibet regem uel principem («Lo Príncep si per qualque cas será assetiat, ó ell tindrá sos inimichs assetiats, ó oirá algun Rey ó Príncep venir»).
El príncep tenia la potestat de cridar a les armes els nobles feudataris i tots els homes útils per a la defensa en cas d'amenaça a la seva persona o d'invasió del territori. L'assistència havia de ser tan ràpida com fos possible, si no, eren considerats culpables d'incompliment d'un deure, ja que «ningú no pot fallar al príncep en una qüestió tan important». Només podia ser invocat en cas que el príncep hi fos present. No tenia validesa fora del Principat, i implicava el dret i el deure dels catalans a la possessió d'armes, que va esdevenir obligació amb Pere el Cerimoniós.
En les Corts de Barcelona de 1368 es va regular la convocatòria amb l'aportació d'un servent (combatent) per cada 15 focs, passant la responsabilitat de la mobilització als regidors dels comuns. El 1374 es va acordar la commuta del servei per una quantitat de diners amb els quals es contractaven els homes més aptes per al combat, de manera que passà a ser un fogatge o impost de guerra. Tanmateix, la mobilització general es mantenia invocant el princeps namque a través del sometent (repic de campanes, o so emetent). La institució del princeps namque transcendia els lligams feudals i constituïa un compromís entre el príncep i tota la població. Va propiciar la noció d'autodefensa, la formació de milícies, la possessió i ostentació d'armes, i el rebuig a participar en exèrcits i en guerres exteriors.

## Invocació
L'usatge va ser activat per Pere II el Gran durant la Croada contra la Corona d'Aragó, per Pere III el Cerimoniós durant la Confiscació del Regne de Mallorca i la Guerra dels dos Peres, per Joan el Sense Fe durant el Setge de Perpinyà de 1474 i per Ferran I el d'Antequera durant la Revolta del Comte d'Urgell. La segona meitat del segle xiv va ser el període en què més vegades es va invocar l'usatge. El 1640 el princeps namque va adquirir una transcendència política. Les Corts catalanes van rebutjar repetidament la institució d'Unió d'armes del comte duc d'Olivares, ja que es destinava a guerres exteriors en contra dels usatges.
Durant la Guerra dels Segadors es va mobilitzar la població al costat de la Diputació del General, i per aixecar un Exèrcit del Principat contra les tropes de Felip IV de Castella.

## Textos

### En llatí
Princeps namque si quolibet casu obsessus fuerit, uel ipse ídem suos inimicos obsessos tenuerit, uel audierit quemlibet regem uel principem contra se uenire ad debellandum, et terram suam ad succurrendum sibi monuerit, tam per litteras quam per nuncios uel per consuetudines quibus solet amaneri terra, ui delicet per fars, omnes nomines, tam milites quam pedites, qui habeant etatem et posse pugnandi, statim ut hec audierint uel uiderint, quam cicius poterint ei succurrant. Et si quis ei fallerit de iuuamine quod in hoc sibi faceré poterit, perderé debet in perpetuum cuneta que per illum habet; et qui honorem per eum non tenuerit, emendet ei fallimentum et deshonorem quem ei fecerit, cum auere et sacramento manibus propriis iurando, quoniam nema debat fallere ad principem ad tantum opus uel necessitatem

### En català
Lo Príncep si per qualque cas será assetiat, ó ell tendrá sos inimichs assetiats, ó oirá algún Rey ó Príncep venir contra sí á batallar, amonestará sa terra, que li aconega per letras ó per missatjes, ó per costumas ab las quals sol ésser la terra amonestada, ço es ab baróns tots homens així Cavallers, com pedóns qui hajan edat é poder de combatre, qui açó oirán ni veurán, com pus tots puxan li vajan socorre. E si ningú li fallirá de la ajuda que en açó fer li pora, perdre den tots temps tot quant per ell tenga. E cell qui per ell res no tindrá, esmenli lo falliment, é la deshonor que feta li haurá, ab haver, é ab sagrament, jurant ab las propias mans. Car ningún hom no deu fallir al Príncep á tant gran ops, ó necessitat.